# Takahiro Nakazato
Takahiro Nakazato (japanisch 中里 崇宏 Nakazato Takahiro; * 29. März 1990 in der Präfektur Tokio) ist ein japanischer Fußballspieler.

## Karriere
Nakazato erlernte das Fußballspielen in der Schulmannschaft der Ryutsu-Keizai University Kashiwa High School und der Universitätsmannschaft der Ryūtsū-Keizai-Universität. Von Ende Mai 2010 bis Saisonende wurde er von der Universität am den Yokohama FC ausgeliehen. Der Verein aus Yokohama spielte in der zweiten japanischen Liga. Im Februar 2012 wurde er vom Yokohama FC fest unter Vertrag genommen. Die Saison 2014 wurde er an den Ligakonkurrenten Mito HollyHock ausgeliehen. Für den Verein aus Mito absolvierte er 27 Ligaspiele. 2015 kehrte er zum Yokohama FC zurück. Für den Verein aus Yokohama absolvierte er 125 Ligaspiele. Im Juli 2019 wechselte er nach Südkorea zum Gangwon FC. Das Fußballfranchise aus Gangwon-do spielte in der höchsten Liga des Landes, der K League 1. Nach Vertragsende war er von Anfang Januar 2021 bis Anfang Juli 2021 vertrags- und vereinslos. Am 7. Juli 2021 verpflichtete ihn sein ehemaliger Verein, der japanische Zweitligist Mito Hollyhock. Für Mito stand er 14-mal auf dem Spielfeld. Im Januar 2022 ging er in die vierte Liga, wo er einen Vertrag bei den Suzuka Point Getters unterschrieb. Nach einer Saison und 24 Ligaspielen unterschrieb er zu Beginn der Saison 2023 einen Vertrag beim Drittligisten YSCC Yokohama.